# Protocollo di Cartagena
Il Protocollo di Cartagena sulla biosicurezza (Cartagena Protocol on Biosafety) è un protocollo della Convenzione sulla diversità biologica (CBD), che ha come obiettivo la protezione della biodiversità dai rischi derivanti dal trasferimento, dalla manipolazione e dall'uso degli organismi geneticamente modificati ottenuti dalle moderne tecniche di biotecnologia.

## Generalità e storia
Il testo del protocollo di Cartagena, detto anche  Biosafety Protocol, fu inizialmente discusso in una sessione straordinaria della CBD a Cartagena, in Colombia. La sua versione finale fu invece approvata in una riunione a Montréal all'alba del 29 gennaio 2000 dopo una notte di negoziazioni da parte di tecnici e ministri di molti paesi. L'accordo finale è stato raggiunto in gran parte grazie alla determinazione del delegato danese e del ministro dell'ambiente colombiano.
Il Protocollo si rifà direttamente all'articolo 19 della  convenzione sulla diversità biologica o CBD e al principio di precauzione così come definito all'articolo 15 della dichiarazione di Rio sull'ambiente e lo sviluppo. Nel testo si riconosce la necessità di indagare a fondo i potenziali rischi associati agli organismi geneticamente modificati, ottenuti tramite le moderne biotecnologie, al fine di garantire un elevato livello di protezione con particolare riferimento alla diversità biologica, ed assegna alle Parti della convenzione il compito di assumere le necessarie misure legali, amministrative e politiche al fine di prevenire eventuali rischi.  
Le Parti si impegnano inoltre a sviluppare protocolli e procedure per il trasporto, la gestione, e l'uso in sicurezza di qualsiasi organismo geneticamente modificato che possa avere effetti negativi sulla conservazione e sull'uso sostenibile della biodiversità.
Il protocollo entra in vigore l'11 settembre del 2003.

## Obiettivo
L'obiettivo del protocollo di Cartagena è quello di contribuire ad assicurare un adeguato livello di protezione nel campo del trasporto, della manipolazione e dell'uso in sicurezza degli organismi geneticamente modificati derivanti dalle moderne biotecnologie i quali possano avere un effetto negativo sulla conservazione e sull'uso sostenibile della diversità biologica, tenendo in considerazione anche i rischi alla salute umana e focalizzandosi specificamente sui movimenti transfrontalieri.
Il protocollo quindi si pone come strumento giuridico internazionale che contribuisce a regolamentare il trasporto internazionale di OGM. Il protocollo non pone alcuna limitazione alla sperimentazione, alla produzione o alla coltivazione di organismi geneticamente modificati, ma obbliga i Paesi che volessero esportarne ad ottemperare ad alcune procedure.
Il Paese esportatore, attraverso una  notifica scritta, deve informare il paese importatore dell'intenzione di trasferire uno o più specifici OGM. Il Paese importatore, a seconda della legislazione nazionale, può effettuare delle analisi scientifiche e valutare il grado di rischio che comporterebbe l'importazione di ciascun OGM (Risk Assessment). Sulla base di fondate prove scientifiche, il Paese importatore può rifiutare l'importazione dell'OGM considerato a rischio. Il Paese importatore può, sulla base di scelte politiche o economiche interne al paese, prevedere di accettare un certo livello di rischio, possibilmente mettendo in atto alcune misure di mitigazione o di controllo (Gestione del rischio).

### Il trasferimento di tecnologia
Fra i compiti che la comunità internazionale si prefigge per l'applicazione del protocollo di Cartagena, c'è il cosiddetto trasferimento di tecnologia. Infatti per una corretta gestione degli OGM e per assicurare il rispetto delle Decisioni del Protocollo, ogni Paese deve essere in grado di assicurare alcune azioni sia amministrative che logistiche e di controllo, le quali richiedono spesso conoscenze (tecnologie "soft") ed attrezzature specifiche (tecnologie "hard").
- Logistica:

I Paesi produttori devono garantire un sistema di  tracciabilità, ossia devono garantire una catena di produzione, trasporto e distribuzione dei prodotti agroalimentari che assicuri l'assoluta certezza del materiale prodotto, trasportato e distribuito. È infatti capitato più volte di rendersi conto troppo tardi che interi carichi di granaglie non-GM fossero mescolate con quelle GM.
Le  autorità doganali dei Paesi esportatori ed importatori devono essere attrezzate per la gestione in sicurezza delle merci GM. Può capitare infatti che le merci debbano essere trattate in maniera particolare per evitare possibili contaminazioni su terreni esterni a quelli autorizzati per la coltivazione o sperimentazione GM specifica.
L'autorità nazionale competente dovrà creare e gestire un sito informativo su internet, chiamato Clearing-House sulla Biosicurezza in cui una serie di informazioni dovranno essere a disposizione dei cittadini e delle industrie che volessero esportare prodotti GM verso quel Paese.

### La Biosafety Clearing-House BCH
Similarmente alla CBD, il protocollo di Cartagena pone una particolare enfasi allo scambio di informazioni e richiede di creare un meccanismo specifico di Clearing-House, detto appunto Biosafety Clearing-House o BCH.
Questo meccanismo di scambio di informazioni prevede che ogni Parte del protocollo pubblichi sul sito BCH la legislazione nazionale che regolamenta il trasporto di OGM, le eventuali autorizzazioni date o negate, la lista degli OGM autorizzati nel paese etc.

### La consultazione pubblica
Il nodo italiano per la BCH pubblica le  notifiche, ossia le richieste delle industrie che vogliono esportare prodotti OGM verso l'Italia o verso Stati membri dell'Unione europea.
Queste notifiche sono a disposizione di tutti i cittadini i quali possono, entro 30 giorni dalla pubblicazione, mandare i propri commenti all'autorità nazionale competente in materia di OGM, presso il Ministero dell'ambiente.
L'autorità nazionale competente coordina i lavori della Commissione interministeriale di valutazione (CIV) che, prendendo anche visione dei commenti ricevuti dai cittadini attraverso il processo di Consultazione Pubblica, pubblica una decisione riguardo alla concessione o meno di un'autorizzazione.